# Birkigt (Altenroda)
Birkigt is een plaats in de Duitse gemeente Altenroda, deelstaat Saksen-Anhalt, en telt 36 inwoners (2006).